# Radioåret 1930

## Händelser

### Maj
- 5 mars - Anna Wahlenbergs pjäs Pappas kria har urpremiär i SR [1].

### September
- 1 september - Sveriges Radio börjar sända programmet Morgonandakten [2]

### December
- 21 december - Reguljära radiosändningar inleds på Island.
- I slutet av året begär telegrafstyrelsen hos Sveriges regering att få köpa upp lokala privata rundradiostationer i Sverige och ersätta dem med moderna 250 watts sändare, som reläsänder programmet från Radiotjänst. Tre stationer köps upp under 1931, varav en i Karlstad.[3]

### Okänt datum
- SÖ inleder reguljära skolradiosändningar i Sverige [4].
- Amerikanske kommentatorn Walter Winchell, vars tidningskolumner läses av 50 miljoner amerikaner, talar för första gången i radio. Hans söndagsprogram hörs av omkring 20 miljoner lyssnare.[5]

## Radioprogram

### Sveriges Radio
- Morgonandakten

## Födda
- 3 april - Herbert Söderström, känd som "skjutjärnsjournalist" och ett av "de tre O:na".

### Fotnoter
1. ↑  ”Dramawebben”. Arkiverad från originalet den 11 augusti 2010. https://web.archive.org/web/20100811232820/http://www.dramawebben.se/pjas/pappas-kria. Läst 24 mars 2011.
2. ↑  ”78:or & film”. Arkiverad från originalet den 31 mars 2019. https://web.archive.org/web/20190331103323/http://musiknostalgi.atspace.cc/radiotv.htm. Läst 26 mars 2011.
3. ↑  Populär radio, nr. 3, 15 mars 1932.
4. ↑  20:e århundrades När Var Hur - Etermedier, Bernt Himmelstedt, Forum, 1999
5. ↑  Walter Winchell Arkiverad 20 maj 2011 hämtat från the Wayback Machine. in der Radio Hall of Fame.